# Komunistyczna Partia Słowacji (1939)
Komunistyczna Partia Słowacji (Komunistická strana Slovenska, KSS) – słowacka partia komunistyczna istniejąca w latach 1939–1948.

## Historia
Partia powstała w maju 1939. W początkowym okresie II wojny światowej propagowała włączenie Republiki Słowackiej w skład Związku Radzieckiego jako republiki. Podczas faszystowskiego reżimu ks. Jozefa Tiso KSS była partią nielegalną, jednak pozostała aktywna. Jednym z najważniejszych działaczy partyjnych był Gustáv Husák.
W wyborach parlamentarnych w 1946 partia uzyskała w skali kraju 489 596 głosów (6,90% poparcia), co dało jej 21 mandatów w Konstytucyjnym Zgromadzeniu Narodowym. 29 września 1948 Komunistyczna Partia Słowacji połączyła się z Komunistyczną Partią Czechosłowacji, odtąd istniała już tylko jako jednostka organizacyjna KPCz na terenie Słowacji.
Partia wydawała czasopismo Pravda.